# Governo Provisório da Defesa Nacional

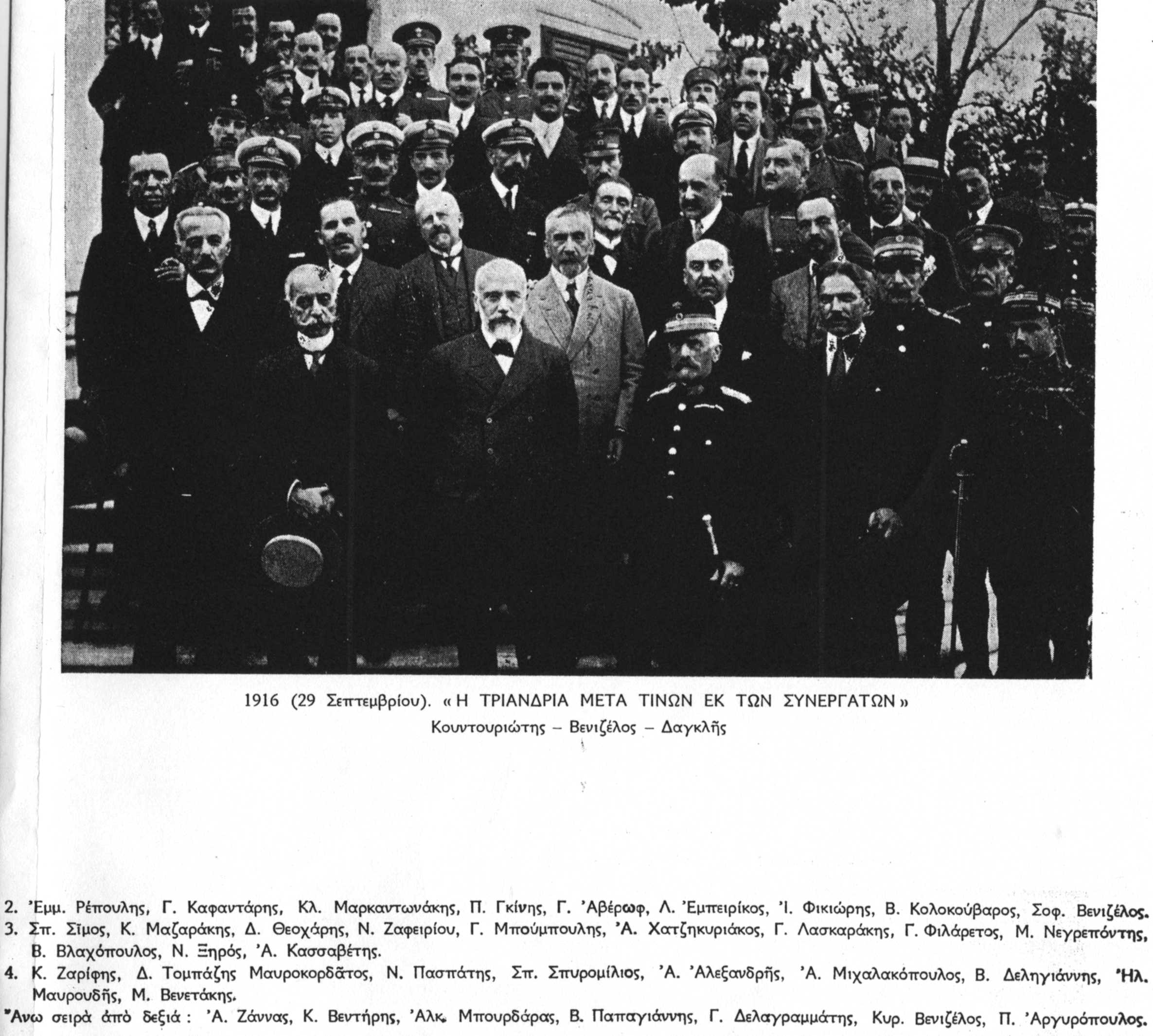
O Triunvirato da Defesa Nacional com colaboradores em 29 de setembro de 1916

Governo Provisório da Defesa Nacional (em grego:  Προσωρινή Κυβέρνηση της Εθνικής Αμύνης) foi uma administração paralela criada na cidade de Salonica pelo antigo primeiro-ministro Eleftherios Venizelos e os seus apoiantes durante a Primeira Guerra Mundial, em oposição e em rivalidade com o governo oficial monarquista em Atenas.
A criação deste segundo Estado grego tem suas origens no debate sobre a entrada da Grécia na guerra em nome da Entente, como defendido por Venizelos, ou uma neutralidade germanófila como preferida pelo rei Constantino I. Esta dissensão logo começou a dividir a sociedade grega em torno dos dois líderes, dando inicio assim ao chamado "Cisma Nacional". Em agosto de 1916, uma vez que partes da Macedônia Oriental não foram defendidas pelo governo real contra uma invasão búlgara, oficiais venizelistas do exército helênico lançaram um golpe apoiado pela Entente em  Salônica. Depois de uma breve hesitação, Venizelos e seus principais apoiantes se juntariam a revolta e iniciariam o estabelecimento de um segundo governo grego no norte do país, que entrou na guerra ao lado da Entente. O Governo de Defesa Nacional resistiu até junho de 1917, quando as potências da Entente forçaram Constantino I a abdicar e permitiram que Venizelos retornasse para Atenas como primeiro-ministro de um país unificado. No entanto, o estabelecimento do Governo de Defesa Nacional aprofundaria o racha do Cisma Nacional, o que afligiu a vida política grega por mais de uma geração, e contribuiu para a Catástrofe da Ásia Menor.